# Atheta limulina
Atheta limulina är en skalbaggsart som beskrevs av Thomas Casey 1911. Atheta limulina ingår i släktet Atheta och familjen kortvingar. Inga underarter finns listade i Catalogue of Life.